# 2-Izopropilmalat sintaza
2-Izopropilmalat sintaza (EC 2.3.3.13, 3-karboksi-3-hidroksi-4-metilpentanoatna 3-metil-2-oksobutanoatna lijaza (KoA-acetilacija), alfa-izopropilmalatna sintetaza, alfa-izopropilmalatna sintaza, alfa-izopropilmalatna sintetaza, izopropilmalatna sintaza, izopropilmalatna sintetaza) je enzim sa sistematskim imenom acetil-KoA:3-metil-2-oksobutanoat C-acetiltransferaza (tioestarska hidroliza, formiranje karboksimetila). Ovaj enzim katalizuje sledeću hemijsku reakciju
acetil-KoA + 3-metil-2-oksobutanoat + H2O {\displaystyle \rightleftharpoons } (2S)-2-izopropilmalat + KoA
Za dejstvo ovog enzima je neophodan K+.

## Literatura
- Nicholas C. Price; Lewis Stevens (1999). Fundamentals of Enzymology: The Cell and Molecular Biology of Catalytic Proteins (Third изд.). USA: Oxford University Press. ISBN 019850229X.
- Eric J. Toone (2006). Advances in Enzymology and Related Areas of Molecular Biology, Protein Evolution (Volume 75 изд.). Wiley-Interscience. ISBN 0471205036.
- Branden C; Tooze J. Introduction to Protein Structure. New York, NY: Garland Publishing. ISBN 0-8153-2305-0.
- Irwin H. Segel. Enzyme Kinetics: Behavior and Analysis of Rapid Equilibrium and Steady-State Enzyme Systems (Book 44 изд.). Wiley Classics Library. ISBN 0471303097.

## Spoljašnje veze
- 2-isopropylmalate+synthase на 